# Cho Kwang-rae
Cho Kwang-Rae (Jinju, 19 de março de 1954) é um ex-futebolista profissional sul-coreano, meia, atualmente é treinador.

## Carreira
Cho Kwang-Rae fez parte do elenco da Seleção Coreana de Futebol da Copa do Mundo de 1986. 